# Abryna grisescens
Abryna grisescens là một loài bọ cánh cứng trong họ Cerambycidae.